# 然达伊拉
然达伊拉是巴西巴伊亚州的一个市镇。总面积642.652平方公里，总人口8050人，人口密度12.5人/平方公里。